# 乌诺·厄尔隆德
乌诺·厄尔隆德（瑞典語：Uno Öhrlund，1937年5月22日—），瑞典男子冰球运动员，1954年开始职业生涯。他曾代表瑞典参加1964年冬季奥林匹克运动会冰球比赛，获得一枚银牌。